# Ucieczka do Egiptu (obraz Joachima Patnira)
Ucieczka do Egiptu (niderl. Landschap met de vlucht naar Egypte) – obraz olejny niderlandzkiego malarza Joachima Patinira, jedno z czterech jego sygnowanych dzieł.  
Temat Ucieczki z Egiptu był jednym z najpopularniejszym w malarstwie średniowiecznym i renesansowym. Sceneria odbiega od tradycyjnego krajobrazu, występującego pomiędzy Betlejem a ziemią egipską.  

## Geneza
Obraz podejmuje temat ucieczki Świętej Rodziny, będącej następstwem prześladowań Heroda. Epizod został opisany głównie w Ewangelii Mateusza:

Gdy oni odjechali oto anioł Pański ukazał się Józefowi we śnie i rzekł: „Wstań, weź Dziecię i Jego Matkę i uchodź do Egiptu; pozostań tam, aż ci powiem; bo Herod będzie szukał Dziecięcia, aby je zgładzić”. On wstał, wziął w nocy Dziecię i Jego Matkę i udał się do Egiptu; tam pozostał aż do śmierci Heroda.Tak miało się spełnić słowo, które Pan powiedział przez Proroka: Z Egiptu wezwałem Syna mego.
— (Mt 2:13-15 BT)

Wiele innych epizodów związanych z ucieczką zostało opisane w apokryficznych pismach m.in. w Ewangelii Pseudo-Mateusza. 

## Opis obrazu
Patinir połączył epizody opisane w dwóch powyższych źródłach; scena rozgrywa się na tle egipskiej miejscowości Sohennen. Na pierwszym planie wśród krajobrazu górskiego widać Świętą Rodzinę. Maria siedzi na osiołku (nie wymienianym u Mateusza, a jedynie w apokryfach obok innych zwierząt jucznych), obok kroczy Józef. Za nimi w dole widać wioskę i kilka scen rozgrywających się przed domami. Z prawej strony widać epizod związany rzezią niewiniątek. Kilku żołnierzy atakuje niewiasty trzymające swoje pociechy na rękach. Po lewej stronie rozgrywa się kolejna scena opisana w apokryfach: Epizod opowiada o żołnierzach wypytujących wszystkich o Świętą Rodzinę. Na prośbę Marii, chłopi powiadomili żołnierzy, że widzieli ich podczas zasiewów. Gdy wojskowi zobaczyli pol, na którym w cudowny sposób urosło zboże, zrezygnowani z pościgu.          

Ostatni epizod umieszczony na płótnie przez Patinira znajduje się po lewej stronie, przy ścieżce górskiej po której idą uciekinierzy: - z postumentu spada pogański bożek. Jest to nawiązanie do epizodu opisanego w Ewangelii Pseudo-Mateusza: 

A ponieważ nie znali nikogo, kto mógłby ich przyjąć w gościnę, wstąpili do świątyni, zwanej kapitolem tego miasta egipskiego. W świątyni tej stało trzysta sześćdziesiąt pięć posągów bóstw, którym codziennie w obrzędach bałwochwalczych oddawano cześć boską. Gdy Maria weszła z Dzieciątkiem do świątyni, stał się tak, iż wszystkie posągi padły na ziemię. (PsMt 22-23)

 Po ty wydarzeniu cała ludność Sohennen oddała cześć Jezusowi.     

## Pejzaż Patinirowski
Patinir przez wielu historyków uważany jest za ojca malarstwa pejzażowego. Jego pejzaże stanowiły główny temat dzieł, choć na ich tle umieszczał sceny religijne. Podobnie jest w Ucieczce do Egiptu. Krajobraz widziany jest z lotu ptaka i obejmuje wszystkie elementy jakie tworzą glob: wodę, ziemię i niebo. Dodatkowo artysta dodał często przez niego malowane góry wraz z dolinami oraz bogatą florę. Obraz ma typową kompozycję trzech planów zaczerpniętą z malarstwa Campina i van Eycka. Owe plany tworzą perspektywę za pomocą kolorów: brązu, zieleni i błękitu. Patinir wykorzystał również i barwy pośrednie. Pierwszy plan zdominowany jest ciepłą kolorystyką z mocną zielenią, ochrą i brązem. Na drugim planie widać już jaśniejszą gamę ochry, zieleni i brązów oraz różu i żółci chromowej. Trzeci plan to już biel, delikatny fiolet i różne gamy błękitu. Wobec tak ogromnego pejzażu, ukazane tu postacie nie odgrywają żadnej roli. Proporcja człowieka i natury została zachowana, przy czym człowiek jest wobec niej malutkim punktem na krajobrazie. 